# Saint-Fréjoux
Saint-Fréjoux è un comune francese di 292 abitanti situato nel dipartimento della Corrèze nella regione della Nuova Aquitania.

## Società

### Evoluzione demografica
Abitanti censiti